# Slaget om Xiangyang
Slaget om Xiangyang (襄樊之战; Xiāngfán zhīzhàn) stod mellan kinesiska Songdynastin och Mongolväldet. Slaget inleddes med en fem år lång belägring av Xiangyang och Fancheng från 1268 till 1273. Slaget vanns slutligen efter att mongolerna fick hjälp från Ilkhanatet att bygga en ny typ av kraftigare motviktsslungor.

## Bakgrund

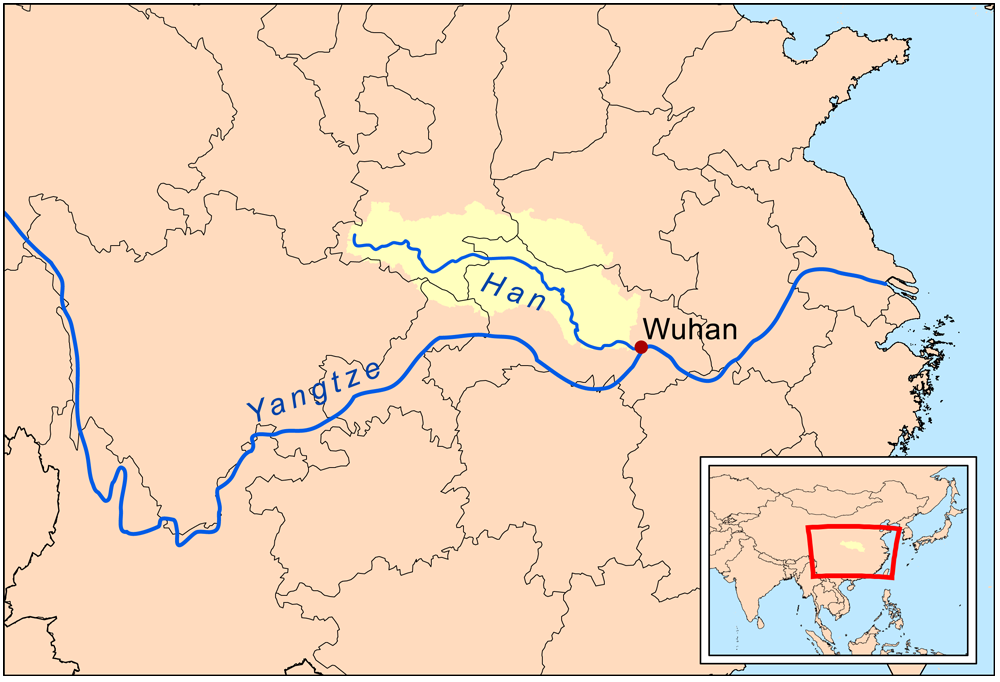
Hanfloden är en strategisk transportled söder ut mot Yangtzefloden.

Mongolernas invasion av Kina hade pågått sedan 1206 och Songdynastin hade tvingats flytta sina positioner längre och längre söderut. 1258 hade mongolerna erövrat Sichuan och Yunnan och var på väg in i Hubei. Mongolernas största styrka var kavalleriet, men i de blöta risfälten i söder fungerade inte hästarna optimalt. Hanfloden är den naturliga vattenvägen söder ut mot Yangtzefloden. Mycket strategiskt placerat på Hanfloden i Hubei låg de befästa städerna Xiangyang och Fancheng på var sin sida om floden där Songdynastin hade ett starke fäste. Fancheng låg norr om floden, och Xiangyang på södra sidan. Städerna var väl försvarade med stadsmurar och vallgravar. Städerna förbands över Hanfloden med en pontonbro.

## Belägringen

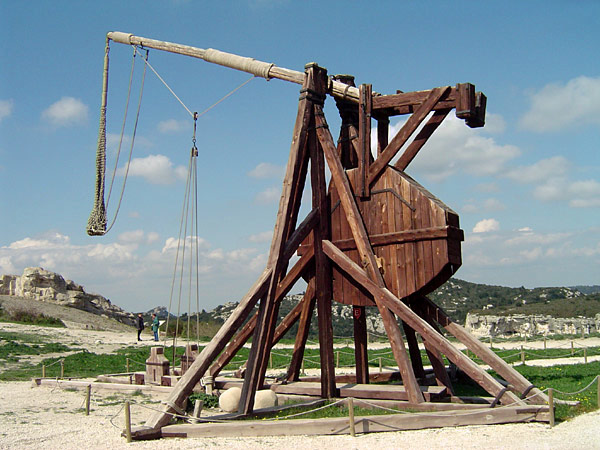
En motviktsslunga.

I början av 1268 omringade de mongoliska styrkorna Xiangyang och under den efterföljande vintern belägrades även Fancheng. De mongoliska styrkorna leddes av Achu och Liu Zheng, och Songdynastins kejsare Duzong tillsatte Lü Wenhuan och Zhang Tianshun för att sköta städernas försvar. Achu insåg att städerna var för starka för att erövras och inledde därför en belägring för att svälta dess invånare. Achu begärde förstärkning från Khubilai khan vilket han fick i form av den kinesiska generalen Shi Shu. Vallgravarna runt Xiangyang var för breda för att staden skulle kunna erövras med de traditionella blidorna och Xianggangs murar var för starka.
När de mongoliska förstärkningstrupperna anlänt byggde mongolerna floddjonkar, och två befästningar (Pohok’ou och Lumen) byggdes längs Hanfloden söder om Xiangyang för att hindra Songdynastin att skicka förstärkning och förnödenheter. Mongolerna blockerade även Hanfloden med stenplattformar. I augusti 1269 attackerad Songdynastins flotta med 3 000 djonkar befästningen Lumen, men mongolerna besegrade kineserna.
Det blev ett låst läge. Songdynastin lyckades inte bryta sig loss eller stödja städerna med förnödenheter eller militär hjälp. Mongolerna lyckades i sin tur inte erövra städerna. Trots att mongolerna försökte med flera olika taktiker såsom att fördämma Hanfloden höll de belägrade styrkorna sina ställningar.
Allt eftersom belägringen pågick krävde Khubilai khan resultat och han skickade under våren 1269 både militära rådgivare och ytterligare 20 000 soldater. De belägrade styrkorna gjorde flera utbrytningsförsök. T.ex. i mars 1270 försökte Lü Wenhuan med 10 000 soldater bryta sig ut, men misslyckades. Nya utbrytningsförsök gjordes i oktober 1270 och i augusti 1271. Det fanns stora förråd av förnödenheter i Xiangyang, men i slutet av 1271 började det ta slut.Ett mindre genombrott skedde i september 1272 då 3 000 soldater lyckades bryta genom de mongoliska försvaret och förse Xiangyang med förnödenheter från Hanfloden. Fler försök gjordes utan framgång.
Khubilai khan hade fått krigsrapporter från Hülegüs framgångsrika belägring av Bagdad 1258 under Mongolernas invasion av västra Asien. Khubilai khan bad om hjälp från Ilkhanatet, och Abaqa skickade två ingenjörer. Ingenjörerna anlända I Xanadu i slutet av 1271. Under våren 1272 hade de anlänt vid belägringsplatsen. Ingenjörerna ledde arbetet att bygga betydligt kraftfullare motviktsslungor än belägringsstyrkan tidigare haft. De nya slungorna hade en betydligt längre räckvidd och kunde skjuta tyngre projektil.
Mongolerna provade först slungorna mot Fancheng på norra sidan om floden i början på 1273. Fancheng kunde inte stå mot slungornas eldkraft, och staden erövrades några dagar senare i januari 1273. Slungorna flyttades till Xiangyangs sydöstra hörn. I februari 1273 började mongolerna skjuta mot Xiangyang och 17 mars 1273 kapitulerade Lü Wenhuan och även Xiangyang föll till mongolerna. Efter slaget blev Lü Wenhuan befälhavare över Fancheng och Xiangyang under Yuandynastins ledning, och det är tänkbart (eller till och med troligt) att mongolerna erbjöd Lü Wenhuan den tjänsten i utbyte mot att han kapitulerade.
Fancheng och Xiangyangs fall var en vändpunkt för Mongolernas invasion av Kina, och några år senare föll hela Songdynastin efter Slaget vid Yamen 1279.